# 137 Rezerwowa Kompania Saperów
137 Rezerwowa  Kompania Saperów (137 rez. ksap) – pododdział saperów Wojska Polskiego II RP.

## Historia kompanii
137 kompania saperów rezerwowych nie  występowała w organizacji pokojowej Wojska Polskiego była mobilizowana w alarmie z terminem gotowości w ciągu 56 godzin przez 3 Batalion Saperów Wileńskich.  Zgodnie z planem mobilizacyjnym kompania została przydzielona  wraz z 135 rez. ksap. do obrony   Osowca.  Kompania działała   na przedpolu Osowca budując umocnienia polowe, oczyszczając przedpole z przeszkód terenowych.